# Отец, мать, сестра, брат
«Отец, мать, сестра, брат» (англ. Father, Mother, Sister, Brother) — будущий художественный фильм Джима Джармуша в жанре комедийной драмы. Главные роли в фильме исполнили Кейт Бланшетт и Вики Крипс.

## Сюжет
Три разные истории о семьях. Действие будет разворачиваться в Нью-Йорке, Париже и Дублине.

## В ролях
- Кейт Бланшетт[4]
- Вики Крипс
- Адам Драйвер
- Маим Бялик
- Том Уэйтс
- Шарлотта Рэмплинг[5]
- Индия Мур
- Лука Саббат

## Производство
Выступая на фестивале Outlook в апреле 2023 года, Джармуш рассказал, что работает над новым фильмом, который будет «очень тонким фильмом, очень тихим… Смешным и грустным». Он намекнул, что в фильме может не быть музыки. В ноябре 2023 года сообщалось, что фильм будет называться «Отец, мать, сестра, брат». По имеющимся данным, фильм продюсируется компанией Exoskeleton совместно с Animal Kingdom и CG Cinema.
В декабре 2023 года Кейт Бланшетт получила роль в фильме. В январе 2024 года на фотографиях со съёмочной площадки появилась Вики Крипс в костюме. В мае 2024 года в актёрский состав вошли Адам Драйвер, Маим Бялик, Том Уэйтс, Шарлотта Рэмплинг, Индия Мур и Лука Саббат.
Основные съёмки начались в ноябре 2023 года в Уэст-Милфорде, Нью-Джерси. В начале 2024 года они будут проходить ещё в Ирландии и в Париже.
Премьера фильма состоится в 2025 году на 82-м Венецианском кинофестивале.